# العقل المنفتح
العقل المنفتح The Open Mind  برنامج حواري أمريكي و يعتبر هو أطول برنامج يُبث في تاريخ التلفزيون الأمريكي، وحيث بدا البُثّ لأول مرة في مايو 1956. وفيه يخوض منشئ البرنامج ريتشارد هيفنر، في "رحلة تأملية في عالم الأفكار" شملت السياسة والإعلام والتكنولوجيا والفنون ومجالات الحياة المدنية، وظلّ مُقدّم البرنامج حتى وفاته في 17 ديسمبر 2013. و بعدها تولّى ألكسندر هيفنر، حفيد ريتشارد هيفنر، تقديم البرنامج منذ عام 2014

## التاريخ
تم تصميم برنامج العقل المنفتح لاستكشاف رؤى عميقة وذات مغزى حول التحديات التي تواجه المجتمع في القضايا العامة المعاصرة.
```
ويعود اسم البرنامج إلى اقتباس من عميدة كلية بارنارد، فرجينيا غيلدرسليف (1877–1965)، قالت فيه:
```

"كن منفتح العقل، ولكن ليس إلى درجة تسقط فيها أدمغتك خارجًا."
اختار مقدم البرنامج ريتشارد هيفنر مقطوعة موسيقية بعنوان "World Without Time" من أداء أوركسترا Sauter-Finegan من ألبومهم Adventures in Time لتكون موسيقى التتر.
في عام 2023، أطلق منتج البرنامج سلسلة خاصة من الحوارات مع مسؤولين منتخبين أثناء تناول الطعام معهم في ولاياتهم، تحت عنوان Breaking Bread with Alexander. تم عرض هذه السلسلة لأول مرة على قناة Bloomberg TV، وهي متاحة الآن على منصة The Open Mind.

## الضيوف
شارك في البرنامج آلاف الضيوف من مختلف المجالات، ومن أبرزهم:
- مارتن لوثر كينغ الابن
- مالكوم إكس
- إيلي فيزيل
- غلوريا ستاينم
- ميتشل بيكر
- بيز ستون
- بليك إيرفينج
- سو غاردنر

1. 1 2  مذكور في: أبل بودكاست. الناشر: أبل.